# Tomioka (Fukushima)
Tomioka (Japans: 富岡町, Tomioka-machi) is een Japanse gemeente, gelegen in het district Futaba (prefectuur Fukushima). De gemeente heeft een oppervlakte van 68 km² en had in 2010 een bevolking van 15.996. Door de kernramp van Fukushima op 11 maart 2011 moest de gemeente ontruimd worden omdat de ganse gemeente binnen de evacuatiezone van 20 km rond de centrale lag. Sindsdien mag het grootste deel van het grondgebied terug bewoond worden en in 2020 telde de gemeente 12.645 inwoners.

## Geografie
De gemeente grenst in het oosten aan de Grote Oceaan. De gemeente wordt doorkruist door de nationale weg 6 en door de Joban-snelweg.
Tomioka grenst aan volgende gemeenten:
- Kawauchi
- Naraha
- Ōkuma